# جون آرون رولينز
جون آرون رولينز (بالإنجليزية: John Aaron Rawlins)‏ (و. 1831 – 1869 م) هو ضابط في جيش الاتحاد خلال الحرب الأهلية الأمريكية ووزير في حكومة يوليسيس غرانت. كان رولينز أحد المقربين من غرانت، وكان يحارب تحت إمرته طوال فترة الحرب، وترقى إلى رتبة لواء، ودافع عن جرانت ضد مزاعم عدم الأمان. تم تعيينه وزيرا للحرب عندما تم انتخاب جرانت رئيسا للولايات المتحدة.
كان راولنز رجلاً عصاميًا تغلب على المصاعب مثل فقر عائلته وقلة تعليمه وغياب الأب عن الأسرة والذي كان مدمنا على الكحول. درس رولينز القانون ونجح في اختبار المحاماة في عام 1854 وبدأ ممارسة المحاماة في غالينا، إلينوي. كان من أنصار دوجلاس الديمقراطيين زمن اندلاع الحرب الأهلية، وكان معروفا مهاراته في الخطابة، وألقى خطابا أيد فيه الاتحاد في بداية المعارك، وسرعان ما أصبح صديقا مقربا الجنرال يوليسيس غرانت الذي كان من مواطني غالينا أيضا. قام رولينز بإقناع غرانت بحشد وتدريب ميليشيا متطوعين محلية وإرسالها إلى سبرينغفيلد عاصمة الولاية ليتم إدخالهم في الجيش الاتحادي. سرعان ما تم تعيين غرانت ليخدم تحت قيادة الجنرال جون فريمونت، قائد قوات جيش الاتحاد في غرب الولايات المتحدة. انضم رولينز أيضا إلى جيش الاتحاد وخدم كضابط في جيش غرانت. وارتبطت ترقياته بنجاحات جرانت في ساحات المعارك وتقدم جيش الاتحاد بقيادة الرئيس أبراهام لينكون. أصيب رولينز بالسل في عام 1863، لكنه ظل يعمل مع جرانت خلال عصر إعادة الإعمار.
بعد فوز جرانت في انتخابات عام 1868 وتوليه الرئاسة في مارس 1869، قام بتعيين رولينز وزيرا للحرب. كانت فترة ولايته القصيرة مثيرة للجدل؛ فقد دعم الانتفاضة ضد الحكم الإسباني في كوبا، واتبع سياسة مناهضة للمورمون في إقليم يوتا، وأنقص سلطة الجنرال ويليام تيكومسه شيرمان الذي خلف جرانت كقائد للجيش. ظلت مرضه بالسل يتفاقم وتوفي في سبتمبر 1869 بعد خمسة أشهر من توليه منصب وزير الحرب. هناك سيرة ذاتية عنه بعنوان «حياة جون أ. رولينز» بقلم جيمس هاريسون ويلسون نشرت عام 1916، ولكن عدا هذا فإن حياته القصيرة ليست معروفة جيدا، في حين أن جرانت لم يذكره في مذكراته الشعبية التي نشرت في عام 1885 إلا فيما ندر، ربما ليحمي سمعته. انتهى بموته دعم الحكومة الرئاسية لاستقلال كوبا عن إسبانيا، لم يعد حتى الحرب الإسبانية الأمريكية في عام 1898.

## روابط خارجية
- جون آرون رولينز على موقع الموسوعة البريطانية (الإنجليزية)